# Khazannum
Khazannum és el nom que rebien els funcionaris encarregats de governar els petits pobles agrícoles de les rodalies de les grans ciutat estat de Sumer.
S'ha traduït el càrrec com a "corregidor". El territori de cada ciutat sumèria incloïa dotzenes de petits poblets que sorgien per estar a la vora dels camps de cultiu, ja que el desplaçament era difícil (a peu o a camell) i les terres que es posaven en cultiu cada cop eren més llunyanes dels centres urbans. Eren poblets petits, normalment amb 100 a 200 persones.